# Phare de Tawas Point
Pour les articles homonymes, voir Tawas.
Le phare de Tawas Point (en anglais : Tawas Point Light), est un phare de la rive ouest du lac Huron, situé dans le Tawas Point State Park (en) à East Tawas du Comté de Iosco, Michigan.
Ce phare est inscrit au Registre national des lieux historiques depuis le 19 juillet 1984 sous le no 84001453 et au Michigan State Historic Preservation Office depuis le 23 avril 1971.

## Historique
La zone était à l'origine connu sous le nom de Ottawa Point. Le nom a été officiellement changé pour Tawas Point en 1902. La pointe est un danger important pour la navigation. De plus, parce qu'elle est nichée derrière la pointe, la baie de Tawas est un abri idéal contre les tempêtes, le vent et les vagues du nord et du nord-est. La pointe fait saillie dans le lac Huron et est devenue beaucoup plus grande au fil du temps.
En 1850, le Congrès a affecté 5 000 $ à la construction d'un phare. En 1852, la construction a commencé et le phare a été mis en service en 1853. Après la construction du phare, de nombreux problèmes ont été rencontrés. Les sables mouvants ont entraîné une extension de la péninsule de près d'un mile. La lumière d'origine avait une lentille de Fresnel du 5e ordre, mise à niveau plus tard en 4e ordre lorsque le bâtiment a été remplacé.
En 1867, l'inspecteur du phare a déclaré que le phare se détériorait et qu'il fallait envisager de le rénover. Le Conseil du phare a d'abord ignoré cette demande. L'accumulation de sable à l'extrémité de la pointe a positionné le phare trop loin à l'intérieur des terres pour que les marins puissent voir la lumière du phare. Pour ajouter au problème, ce phare était connu pour sa faible lumière. Avec tous ces problèmes combinés, il a provoqué le naufrage de la goélette Dolphin du capitaine Olmstead. Celui-ci a blâmé le phare en déclarant qu'il était trop sombre pour voir la lumière. Cela a amené le conseil du phare à reconsidérer son option de rénover ou de reconstruire un nouveau. En 1875, le Congrès a approuvé un montant de 30 000 $ pour un tout nouveau phare. Le phare a été construit dans le courant de 1877.

### Statut actuel
Le phare est actuellement en cours de rénovation par le Département des ressources naturelles du Michigan , avec l'aide et les contributions du Friends of Tawas Point State Park. Le rez-de-chaussée finira par devenir un musée pour le phare et l'étage deviendra une mini-cabine disponible à la location par le public. La maison est elle-même disponible pour des séjours d'une ou deux semaines (moyennant des frais et avec un accord pour agir en tant que volontaire formé). Les gardiens bénévoles resteront jusqu'à deux semaines.
La station de sauvetage de Tawas  a récemment été sauvée pour être restaurée.
La lentille de Fresnel est toujours opérationnelle. En octobre 2015, la Garde côtière avait annoncé qu'elle retirerait la lentille de Fresnel et la remplacerait par une balise optique moderne. Mais après les commentaires du public, l'objectif est resté en place.

## Description
Le phare  est une tour conique en brique, avec galerie et lanterne octogonale, de 20 m de haut, attachée à une maison de gardien d'un étage et demi au toit rouge. La tour est peinte en blanc et le toit de la lanterne grise est rouge.
Son feu à occultations émet, à une hauteur focale de 21 m, un flash blanc de 3 secondes par période de 4 secondes avec un feu à secteurs rouge. Sa portée est de 16 milles nautiques (environ 30 km) pour le feu blanc et 12 milles nautiques (environ 22 km) pour le feu rouge. Il est équipé d'une corne de brume émettant deux souffles de trois secondes, espacés de 3 secondes, par période de 30 secondes du 1er mai au 1er octobre.

## Caractéristiques dufeu maritime
Fréquence : 4 secondes (W)
- Lumière : 3 secondes
- Obscurité : 1 seconde

Identifiant : ARLHS : USA-837 ; USCG :  7-11240 .

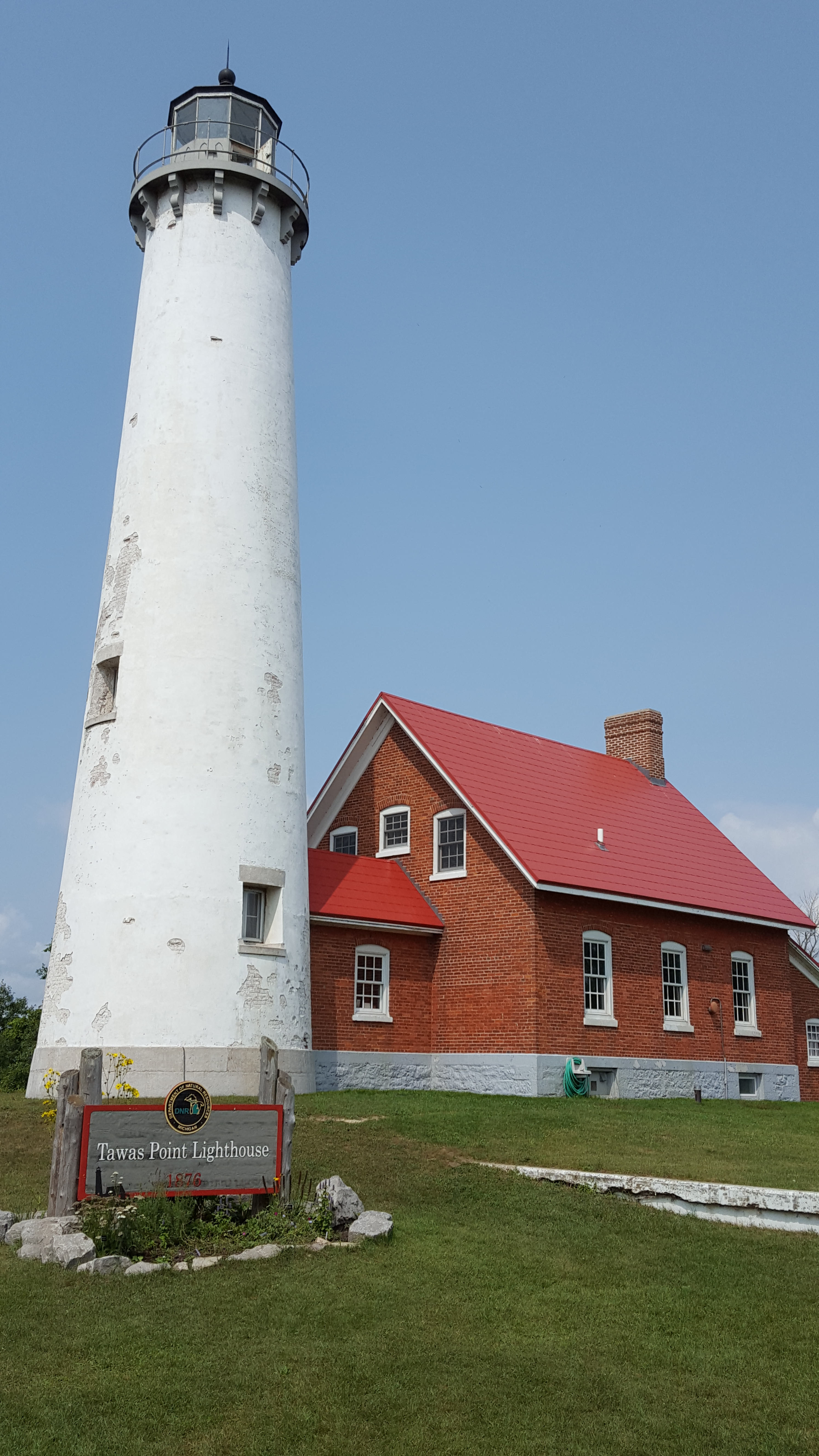
Le phare (photo USCG)
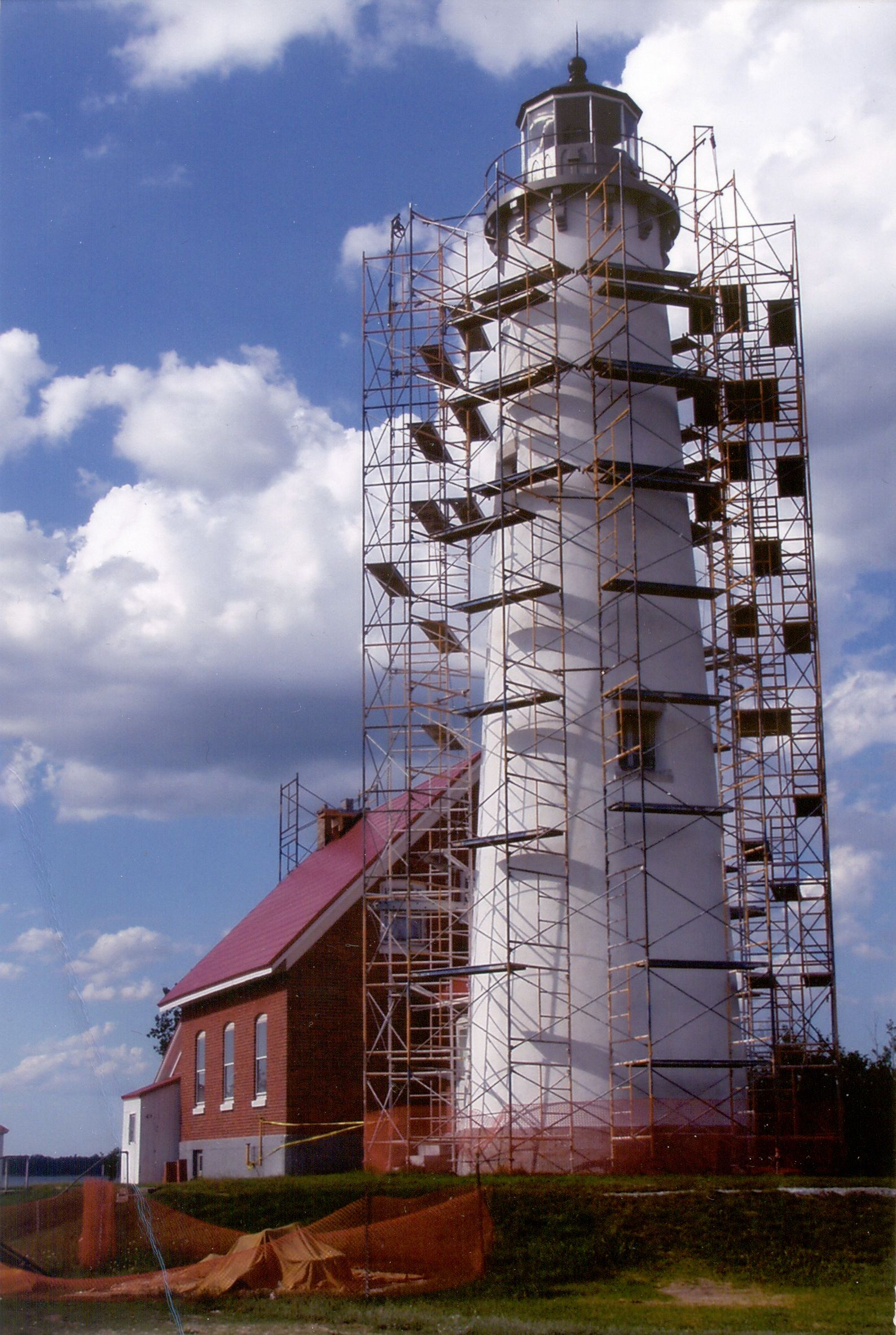
Le phare
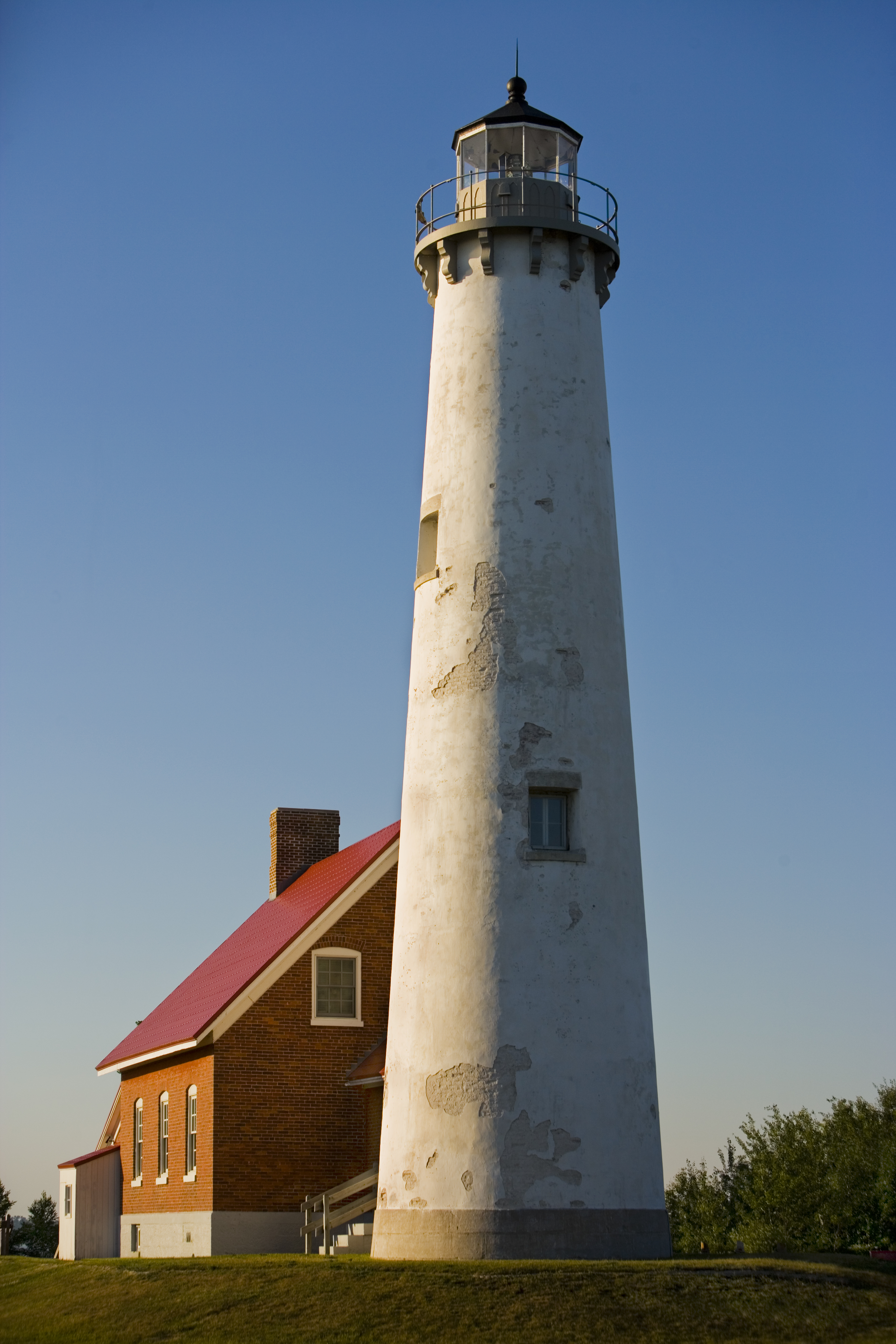
La tour

### Lien connexe
- Liste des phares au Michigan